# Misfits (Fernsehserie)
Misfits ist eine britische Fernsehserie des Senders E4, in der verschiedene Genres wie Drama, Comedy und Fantasy (übernatürliche Kräfte) vermischt werden.
Die Serie handelt von fünf jugendlichen Straftätern, die in einem Gemeindezentrum Sozialstunden ableisten müssen. Nachdem sie in einem Unwetter vom Blitz getroffen worden sind, entwickeln die Jugendlichen übernatürliche Fähigkeiten. Später bemerken sie, dass es auch andere Menschen mit Kräften gibt. Diese entsprechen Wünschen zu der Zeit des Sturms.
Die letzte Folge der Serie wurde am 11. Dezember 2013 ausgestrahlt.

## Inhalt

### Staffel 1
Fünf straffällig gewordene Jugendliche müssen in einem Gemeindezentrum gemeinnützige Sozialstunden ableisten (ASBO engl. Anti social behaviour order). Nach einem Unwetter, bei dem sie von einem Blitz getroffen werden, entwickeln sie übernatürliche Fähigkeiten. Kelly kann Gedanken lesen, Curtis die Zeit zurückdrehen, Alisha bringt ihre Mitmenschen mittels Berührung dazu, sofort mit ihr Sex haben zu wollen und Simon kann sich unsichtbar machen. Nur Nathan scheint nicht von einer speziellen Kraft betroffen zu sein. Ihr Bewährungshelfer Tony, der durch das Unwetter gewalttätig geworden ist, versucht die Jugendlichen der Reihe nach umzubringen. Er tötet Gary, einen sechsten Jugendlichen, der nicht vom Blitz getroffen wurde. Den anderen gelingt es, Tony mit Hilfe ihrer Kräfte in Notwehr zu überwältigen und zu töten. Anschließend vergraben sie die Leichen von Tony und Gary unter einer Autobahnbrücke, da sie befürchten, niemand werde ihnen die Wahrheit glauben.
Die weiteren Folgen der ersten Staffel handeln neben alltäglichen Jugendproblemen wie Gruppenzugehörigkeit und Sexualität auch von den ungewohnten neuen Fähigkeiten, die nicht nur die Jugendlichen erhalten haben. Curtis und Alisha kommen zusammen, können jedoch keinen Sex haben, da Curtis bei jeder Berührung von Alisha sofort sexuell erlegen und willig ist. Außerdem bahnt sich eine Zuneigung zwischen Kelly und Nathan an.
Nach Tonys spurlosem Verschwinden wird dessen Verlobte Sally die neue Bewährungshelferin der fünf Jugendlichen. Sally verdächtigt die Gruppe, etwas mit Tonys Verschwinden zu tun zu haben und forscht nach, indem sie sich Simons Zuneigung erschleicht. Simon erkennt ihre Absichten zu spät und Sally erfährt die Wahrheit. Als er daraufhin zu verhindern versucht, dass Sally zur Polizei geht, tötet er sie versehentlich und versteckt ihre Leiche in einer Kühltruhe.
In der letzten Folge der ersten Staffel fällt Nathan nach einem Kampf vom Dach des Gemeindezentrums und landet auf den Metallspitzen eines Zauns. Nach seiner Beerdigung erwacht er in seinem Sarg und stellt fest, dass er unsterblich ist, und somit lebendig begraben wurde.

### Staffel 2
In der zweiten Staffel fällt den fünf Jugendlichen ein maskierter Unbekannter auf, der genaues Wissen über sie und ihre Kräfte zu haben scheint. Durch einen Hinweis dieses Unbekannten befreien sie Nathan aus seinem Grab. Außerdem wird ihnen ein neuer Bewährungshelfer, Sean, zugeteilt, der den Jugendlichen gegenüber gleichgültig bis herablassend agiert. Die Polizei hingegen wird immer misstrauischer, da inzwischen zwei Bewährungshelfer spurlos verschwunden sind.
Durch Drogen auf einer Party, die Nathans plötzlich aufgetauchter Halbbruder Jamie verteilt, kehren sich die Superkräfte aller um, sodass Curtis beispielsweise einen Blick in die Zukunft werfen kann. Dort sieht er sich in einem Superhelden-Kostüm auf dem Dach des Gemeindezentrums stehen, während eine fremde Frau hinter ihm auftaucht und die beiden sich küssen. Als Jamie noch in der gleichen Folge stirbt, stellt Nathan fest, dass er nicht nur unsterblich ist, sondern auch mit Toten kommunizieren kann.
Alisha findet heraus, dass der Unbekannte Simon ist, allerdings aus der Zukunft, und dafür sorgen will, dass sich bestimmte Ereignisse in der Gegenwart so ereignen, wie sie seiner Ansicht nach sollen. Der zukünftige Simon ist zudem nicht mehr introvertiert, sondern äußerst mutig und entschlossen. Er erzählt Alisha, die er als Einziger berühren kann, dass die beiden in der Zukunft zusammen seien und die Fotos in seiner Wohnung beweisen dies. Die beiden werden heimlich ein Paar und Alisha trennt sich von Curtis. Kurze Zeit später opfert Simon aus der Zukunft sein Leben für das von Alisha, indem er sich in die Flugbahn einer Pistolenkugel wirft. Als er stirbt, erzählt er Alisha, dass sie ihn erst zu dem Menschen gemacht habe, der er geworden ist.
Ein neuer Jugendlicher, der ebenfalls Sozialstunden ableisten muss und über Teleportierfähigkeiten verfügt, wird kurz nach seinem Auftreten erschossen. Sein Herz wird der herzkranken Nikki verpflanzt, die sich fortan teleportieren kann. Nikki ist die Frau, der Curtis in seiner Zukunftsvision begegnet ist. Die Vision bewahrheitet sich auf einer Kostümparty, auf der die Gruppe als Superhelden verkleidet auftaucht. Da Curtis nicht mehr mit Alisha zusammen ist, trifft er sich mit Nikki auf dem Dach, um mit ihr Sex zu haben. Zur gleichen Zeit wird Simon in einem Abstellraum von einer jungen Frau, die er auf der Party kennenlernt, entjungfert.
Zum Ende dieser Staffel werden die Jugendlichen als die „ASBO-5“ berühmt, nachdem die Kräfte des Kantinenangestellten Brian öffentlich geworden sind. Damit bewahrheitet sich auch ein Fernsehbericht aus der Zukunft, den Alisha in der Wohnung des zukünftigen Simon gesehen hat. Als Brian jedoch aus Eifersucht Amok läuft und einige Menschen mit übernatürlichen Kräften umbringt, dreht Curtis die Zeit zurück und sorgt mit den anderen dafür, dass Brians Kräfte nie öffentlich werden.
Nach Abschluss der Sozialstunden arbeitet Kelly bei der städtischen Reinigung, Nathan als Weihnachtsmann, Alisha und Curtis in einem Pub und Simon übt sich derweil im Fassadenklettern und -springen, wie sein Ich aus der Zukunft. Alisha erfährt von einem Mann, Seth, der die Fähigkeit hat, einem die Superkräfte zu nehmen bzw. solche – gegen Geld – zu vergeben. Sie geht zu ihm und gibt ihre Kraft an ihn ab. Daraufhin verkaufen die anderen ihre Kräfte für Geld. Simon, der zunächst skeptisch ist, lässt sich ebenfalls darauf ein, was ihnen bereits kurz darauf zum Verhängnis wird, als Nikki bei einem Überfall erschossen wird. Daraufhin kaufen sich die Jugendlichen neue Kräfte.

### Staffel 3
Am Anfang der Staffel erfährt man, dass die Charaktere am Ende der 2. Staffel nicht ihre ursprünglichen, sondern neue übernatürliche Fähigkeiten erhalten haben. Alisha ist in der Lage ihren Geist in andere Menschen zu versetzen, Kelly besitzt das Wissen des Raketenbaus, wird jedoch beim Versuch, einen eigens entworfenen Raketenentwurf zu verkaufen, nicht ernst genommen. Simon kann die Konsequenzen seiner Taten im Voraus absehen und kann sich somit in Vorbereitung auf sein späteres Ich intensiver im Parcourslaufen üben. Curtis beklagt sich anfangs über seine Kraft, sich in eine Frau verwandeln zu können. Da allerdings keine andere Kraft zur Verfügung stand, ließ er sich diese geben. Im weiteren Verlauf der Staffel ermöglicht Melissa, Curtis’ weibliches Ich, es ihm jedoch, wieder an Wettrennen teilzunehmen. Dabei lernt er Emma, eine weitere Läuferin, kennen und verliebt sich in sie.
In dieser Staffel wird Rudy als neuer Charakter eingeführt, der in seiner Wesensart Nathan sehr ähnelt. Letzterer lebt inzwischen gemeinsam mit seiner neuen Freundin und deren Kind in Las Vegas. Rudy hat die übernatürliche Fähigkeit, eine Art Klon seiner selbst unwillkürlich zu erschaffen, wenn sich seine Emotionen spalten.
Rudy muss Sozialstunden im Gemeindezentrum ableisten, weil er nach einem hitzigen Wortgefecht mit seiner Ex-Freundin deren Wagen demoliert hat. Nach dem ersten Arbeitstag trifft er sich im Pub mit den ebenfalls zu gemeinnütziger Arbeit verurteilten Mädchen Charlie und Tanya. Aufgrund seiner Aufspaltung in 2 Personen kommt es dabei zu starken Spannungen, die schlussendlich dazu führen, dass Tanya Rudy umbringen will. Dabei gerät Alisha unbeabsichtigt zwischen die Fronten, sodass die anderen vier erneut aushelfen müssen. Im Verlauf werden Tanya und Charlie getötet und die Leichen in einem Wald verscharrt. Die anderen vier werden erneut zu Sozialstunden verdonnert, da sie zur Beseitigung der Leichen ein gestohlenes Auto nutzten, und kehren in das Gemeindezentrum zurück.
Eine der folgenden Episoden handelt von Friedrich Hirsch, einem alten Juden, der sich die Fähigkeit erkauft hat, in die Vergangenheit reisen zu können, was er auch mit der Absicht tut, Adolf Hitler zu töten. Sein Vorhaben misslingt nicht nur, sondern verursacht, dass die Nazis den Zweiten Weltkrieg gewinnen und in der Gegenwart noch immer an der Macht sind. Diese versuchen, Seths Kräfte auszunutzen, um sich selbst Superkräfte anzueignen. Hirsch kehrt dank der Fast-Forward-Funktion seiner Kraft noch in die Gegenwart der alternativen Zeitlinie zurück. Er übergibt die Kraft an Seth und dieser reicht sie wiederum an Kelly weiter. Sie macht daraufhin Hirschs Fehler wieder rückgängig und stellt die ursprüngliche Zeitlinie wieder her.
Die Jugendlichen leisten soziale Arbeit im Krankenhaus ab, wobei Kelly mit einer Komapatientin den Körper tauscht. Der derzeitige Bewährungshelfer Shaun wird von dieser Frau (im Körper von Kelly) erstochen. Am Ende ist sie wieder in ihrem eigenen Körper und kommt mit Seth zusammen.
In der vorletzten Folge stellt Curtis fest, dass sein weibliches Ich, Melissa, schwanger ist. Er lässt sich seine Superkraft von Seth nehmen. Dieser gibt ihm eine neue Kraft, die Kraft Tote zum Leben zu erwecken. So weckt Curtis Seths tote Freundin Shannon und eine Katze zum Leben, welche aber zu Zombies werden. Dies breitet sich dann auf sechs Cheerleader und die neue Bewährungshelferin aus, welche alle getötet werden müssen. Am Ende bringt Seth auch Shannon um und gesteht Kelly seine Liebe.
In der letzten Episode befindet sich ein Medium im Gemeindezentrum, das die Geister Verstorbener zurückholen kann, so dass sie wie Lebende erscheinen. Sie können dadurch Dinge nachholen, die sie durch ihren Tod nicht mehr tun konnten. Es erscheint unter anderen Sally und nimmt Kontakt zu Simon auf. Sie gibt vor, ihn wirklich geliebt zu haben und zurückgekommen zu sein, um mit ihm zu schlafen. Um Simon und Alisha zu trennen (die beiden sind seit Anfang der Staffel ein Paar) schickt Sally Alisha ein Video, in dem sie und Simon offenbar Sex haben. Alisha ist gekränkt und flieht vor Simon auf das Dach des Zentrums, wo sie von Sally erwartet wird. Sie will sie aus Rache für den Tod ihres Verlobten Tony umbringen. Tony, der ebenfalls zurückgekehrt ist, kann sie gerade noch davon abhalten und verlässt mit ihr gemeinsam die Welt. Rachel erkennt, dass der Grund für ihre Rückkehr Rache ist und tötet Alisha. Dadurch kann Simon, den nun nichts mehr in der Gegenwart hält, seine Pflicht erfüllen: Er bekommt von Seth die Kraft für eine einmalige Zeitreise und Geld, von dem er sich in der Vergangenheit die Immunität gegenüber anderen Kräften erkaufen kann. Somit wird das Zeitgefüge wieder hergestellt.

### Staffel 4
Nach Alishas Tod und Simons Reise zurück in die Vergangenheit verreisen Kelly und Seth nach Afrika, wo Kelly ihre Raketenwissenschaft-Kraft dafür einsetzt, Minen zu entschärfen. Sie entschließt sich dort zu bleiben, während Seth zurück ins Gemeindezentrum kommt, um die letzten Sachen von Kelly abzuholen. Währenddessen kommen zwei neue Jugendliche ins Gemeindezentrum, um ihre Sozialstunden abzuleisten. Finn ist ein etwas hilfsbedürftiger Junge, der telekinetische Kräfte besitzt, diese jedoch fast nie anwendet. Die andere ist Jess, die seit dem Sturm über eine Art Röntgen-Blick-Kraft verfügt und zu Anfang den meisten mit Ablehnung gegenübersteht. Auch bekommt die Gruppe, nachdem sich Rudy zu Anfang als Bewährungshelfer ausgegeben hat, den neuen Bewährungshelfer Greg, der sich schnell als herrischer Choleriker entpuppt, aber auch in gewissen Situationen eine weiche Seite aufzeigen kann. Jess und die anderen lernen in Curtis’ Bar Alex kennen, der dort als Barkeeper arbeitet. Jess zeigt sich interessiert an ihm, Alex weist jedoch jegliche Flirtversuche ab, was dazu führt, dass die Gruppe denkt, Alex wäre schwul.
Curtis lernt Lola kennen, die ihm sagt, dass sie eine Ausbildung zur Bewährungshelferin macht. Die beiden beginnen eine Affäre, die damit endet, dass Curtis einen Ex-Freund von Lola für sie versehentlich tötet und sie ihn von da an ignoriert. Später stellt sich heraus, dass Lola gar keine Bewährungshelferin ist und seit dem Sturm in der Rolle einer Männerhasserin gefangen ist. Curtis findet das heraus, als er Jake, Lolas Exfreund, im Beisein von Rudy, Jess und Finn wiederbelebt. Weil es Finn nicht gelingt, den Zombie sofort zu töten, und beim Versuch stattdessen die Lichtquelle zerstört, entsteht ein Kampf, bei dem Curtis von dem Zombie gebissen wird, was der jedoch erst einmal für sich behält. Als die anderen das jedoch herausfinden, beschließen sie wehmütig, Curtis zu töten. Curtis aber wurde inzwischen von Lolas neuestem Opfer entführt und in eine Lagerhalle gebracht. Dort erschießt Lola zuerst ihren Freund und dann Curtis, um es so aussehen zu lassen, als hätten die beiden sich gegenseitig getötet. Da Curtis jedoch ein Zombie ist, überlebt er den Schuss und beißt Lola in den Hals, bevor er sie schließlich mit einem Kopfschuss tötet. Nach einem Telefonat mit Rudy, in dem er ihm erklärt, so nicht weiterleben zu können, beendet er sein Zombiedasein mit einem Kopfschuss.
Finn lernt bei dem Versuch, seinen Vater zu finden, seine Halbschwester kennen. Auch sie verfügt seit dem Sturm über Kräfte, die es ihr ermöglichen, den krebskranken Vater gegen dessen Willen am Leben zu erhalten. Er bittet Finn darum, für seine Halbschwester zu sorgen, in der Hoffnung, sie könne ihn so sterben lassen.
Auf einer Trauerfeier lernt Rudy Nadine kennen und entwickelt Gefühle für sie. Zeitgleich bekämpft die Gang auf einer Party ein weißes Killerkaninchen, das der Phantasie eines Drogentrips während des Gewitters entsprungen ist.

### Staffel 5
Alex erhält durch eine Transplantation die Fähigkeit, Menschen durch Sex ihre Kräfte zu entziehen. Er benutzt seine Kraft immer wieder, um Menschen zu helfen.
Rudy 1 und Jess kommen sich näher, während Rudy 2 sich einer Selbsthilfegruppe anschließt, um über seine Probleme reden zu können. Er erhält einen Pullover von einem der Gruppenmitglieder, das die Zukunft stricken kann, auf dem zu sehen ist, wie vier Leute mit Superkräften und in orangen Overalls ihre Kräfte einsetzen. Er beschließt, die Personen zu finden und mit ihnen zusammen zu Superhelden zu werden.
Abby lernt zuerst eine junge Frau kennen und erfährt, dass sie selbst keine Superkraft hat, sondern das Produkt einer Superkraft ist. Später lernt sie einen Mann bei der Selbsthilfegruppe kennen, der wegen des Sturms in eine Schildkröte verwandelt wurde. Sie versucht Alex davon zu überzeugen, dass er mit der Schildkröte schläft, damit der Mann wieder zu einem Menschen wird.
In der finalen Folge erlebt die Gang wegen eines Psychopathen einen Zeitsprung um ein Jahr. Jess war ein Jahr lang verschwunden und hat nun ein Baby, Rudy 1 war verzweifelt, da er sich mit Jess gestritten hatte, bevor sie verschwand, Finn macht eine Ausbildung zum Bewährungshelfer, Alex arbeitet immer noch in der Bar und Abby versucht mit Gelegenheitsjobs Geld zu verdienen. Rudy 2 hat inzwischen seine Superheldengruppe zusammen, muss jedoch feststellen, dass sie die Verbrecher töten. Die Gang kann die Anderen mit Verlusten aufhalten und Jess beschließt, Selbstmord zu begehen, damit der Psychopath die Zeit um ein Jahr zurückdreht. Sie kann sich selbst eine Nachricht über ihr Handy schicken und tötet ihn, nachdem sie Sex mit ihm hatte, um schwanger zu werden. Sie erzählt den Anderen, was passiert ist. Rudy 2 löst seine Gruppe auf, bevor sie mit dem Töten anfangen, und bleibt mit seiner Freundin zusammen, während die Anderen sich überlegen, stattdessen Superhelden zu werden.

## Besetzung und Synchronisation

### Hauptbesetzung
| Rolle          | Darsteller             | Hauptrolle (Episode) | Nebenrolle (Episode) | Gastrolle (Episode) | Kräfte | Dt. Synchronsprecher      |
| -------------- | ---------------------- | -------------------- | -------------------- | ------------------- | --- | ------------------------- |
| Kelly Bailey   | Lauren Socha           | 1.01–3.08            |                      |                     | Staffel 1–2: - Gedankenlesen Staffel 3: - Große Kenntnisse von Technik - Zeitreisen (S03E04)                                      | Kaya Marie Möller         |
| Curtis Donovan | Nathan Stewart-Jarrett | 1.01–4.04            |                      |                     | Staffel 1–2: - Zeitreisen Staffel 3–4: - Geschlechtswechsel (S03E01–S03E06) - Wiedererweckung toter Menschen (S03E06–S04E04)      | Nico Sablik               |
| Nathan Young   | Robert Sheehan         | 1.01–2.07            |                      | 3.08                | Staffel 1–2: - Unsterblichkeit - Medium Vegas, Baby! (nur Online): - Realitätsveränderung                                         | Julius Jellinek           |
| Alisha Daniels | Antonia Thomas         | 1.01–3.08            |                      |                     | Staffel 1–2: - Hypersexualität durch Hautkontakt Staffel 3: - telepathisches Sehvermögen                                          | Anja Stadlober            |
| Simon Bellamy  | Iwan Rheon             | 1.01–3.08            |                      |                     | Staffel 1–2: - Unsichtbarkeit Staffel 3: - Präkognition - Einmaliges Zeitreisen (S03E08) - Immunität gegen andere Kräfte (S03E08) | Konrad Bösherz            |
| Rudy Wade      | Joseph Gilgun          | 3.01–5.08            |                      |                     | Staffel 3–5: - Aufspaltung in emotionale Doppelgänger                                                                             | Asad Schwarz              |
| Finn           | Nathan McMullen        | 4.01–5.08            |                      |                     | Staffel 4–5: - Telekinese | Constantin von Jascheroff |
| Jess           | Karla Crome            | 4.01–5.08            |                      |                     | Staffel 4–5: - Röntgenblick | Josephine Schmidt         |
| Seth           | Matthew McNulty        | 4.01–4.02            | 3.01–3.08            | 2.07                | Staffel 2–4: - Kräfte von einem nehmen und auf andere übertragen, „Kräftedealer“                                                  | Felix Spieß               |
| Alex           | Matt Stokoe            | 5.01–5.08            | 4.02–4.08            |                     | Staffel 5: - Entzug von Superkräften durch Sex                                                                                    | Leonhard Mahlich          |
| Abbey Smith    | Natasha O’Keeffe       | 4.06–5.08            |                      |                     | Staffel 4–5: - Lebende imaginäre Freundin einer Frau                                                                              | Nadine Leopold            |

### Nebenbesetzung
| Rolle          | Darsteller            | Nebenrolle (Episode)  | Zusatzinformation | Dt. Synchronsprecher |
| -------------- | --------------------- | --------------------- | --- | -------------------- |
| Tony Morecombe | Danny Sapani          | 1.01–1.02, 1.04, 3.08 | 1. Sozialarbeiter; wird nach dem Gewitter aggressiv                                                                         | Tilo Schmitz         |
| Sally          | Alex Reid             | 1.01–2.01, 3.08       | 2. Sozialarbeiterin, Verlobte von Tony                                                                                      | Katrin Zimmermann    |
| Pete           | Michael Obiora        | 1.03–2.01             | Polizeibeamter | Robin Kahnmeyer      |
| Rachel         | Jessica Brown Findlay | 1.06, 3.08            | Superkraft: Gehirnwäsche, tötet Alisha                                                                                      |                      |
| Shaun          | Craig Parkinson       | 2.01–2.06, 3.01–3.05  | 3. Sozialarbeiter | Roman Kretschmer     |
| Nikki          | Ruth Negga            | 2.02–2.07             | Curtis Freundin, Superkraft: Teleportation                                                                                  | Britta Steffenhagen  |
| Melissa        | Kehinde Fadipe        | 3.01–3.02, 3.05–3.06  | Curtis nach dem Geschlechterwechsel                                                                                         | Giovanna Winterfeldt |
| Laura          | Velile Tshabalala     | 3.07                  | 4. Sozialarbeiterin |                      |
| Greg           | Shaun Dooley          | 4.01–5.08             | 5. Sozialarbeiter |                      |
| Karen          | Kate Bracken          | 5.06–5.08             | Superkraft: chamäleonartige Tarnung, Mitglied der Jumper Posse (reale Superhelden), arbeitet mit todkranken jungen Menschen | Josefin Hagen        |

## Ausstrahlung
Großbritannien
Die erste Staffel wurde am 12. November 2009 auf dem britischen Sender E4 ausgestrahlt. Produziert wird die Sendung von Clerkenwell Films und vermarktet von der PR und Social-Media-Agentur Hot Cherry. Am 24. Mai 2010 begannen die Dreharbeiten für die zweite Staffel, die ab dem 11. November 2010 ausgestrahlt wurde. Die Serie benutzt virales Marketing, indem auch über Kanäle wie Facebook und Twitter Werbung gemacht wird: Die Charaktere twittern während der Ausstrahlung der Episoden. Produziert wird die Serie in London von Petra Fried, Murray Ferguson und Kate Crowe in jeweils 45-Minuten-Episoden. Die dritte Staffel wurde vom 30. Oktober 2011 bis zum 18. Dezember 2011 ausgestrahlt, ihr voran ging eine kurze filmische Online-Mini-Episode, in welcher der Ausstieg von Robert Sheehan (Nathan) behandelt wurde. Darüber hinaus gab es auch eine weitere Folge, die als mehrteiliges Online-Special veröffentlicht und nicht ausgestrahlt wurde. Die vierte Staffel wurde vom 28. Oktober 2012 bis zum 16. Dezember 2012 ausgestrahlt. Im Laufe dieser Staffel wurden neue Hauptcharaktere eingeführt und der letzte der ursprünglichen „ASBO-5“ verließ die Serie. Außerdem erschien auf der Website des Senders eine Webserie namens Misfits Strung Out in der mit Hilfe von Puppen jeweils eine Szene der vorangegangenen Folge aufgegriffen und neu erzählt wurde. Anfang 2013 wurde die Serie um eine fünfte Staffel mit insgesamt acht Episoden verlängert.
Deutschland
Die erste Staffel der Serie wurde am 26. und 27. Oktober 2012 als TV-Event auf dem Pay-TV-Sender ProSieben Fun ausgestrahlt.
Die Free-TV-Rechte an den ersten drei Staffeln hat ZDFneo erworben. Die erste Staffel wurde am 28. und 29. Juni 2013 ausgestrahlt. Die Premiere der Serie im On-Demand-Bereich war am 17. Dezember 2012 bei MyVideo. Dort wurde sie schon vor der Free-TV-Premiere bei ZDFneo kostenlos ausgestrahlt. Die fünfte Staffel war vom 27. Juli bis 24. August 2014 auf ProSieben Fun im Doppelfolgen zu sehen, bei MyVideo ist die Staffel seit dem 1. Oktober 2014 zu sehen.
Seit dem 3. April 2016 wird die Serie auf dem Sender Nicknight wiederholt.

## Auszeichnungen
Misfits gewann 2010 den BAFTA Television Award in der Kategorie „Beste Drama Serie“. Außerdem erhielt sie 2010 Nominierungen der britischen Royal Television Society als beste Drama-Serie und Howard Overman als bester Drehbuchautor.
Bei den BAFTA Television Awards 2011 gewann Lauren Socha die Auszeichnung als beste Nebendarstellerin. Die Serie erhielt zusätzlich Nominierungen als „Beste Drama Serie“, in der Kategorie „New Media“ und Robert Sheehan wurde als bester Nebendarsteller nominiert.

## Trivia

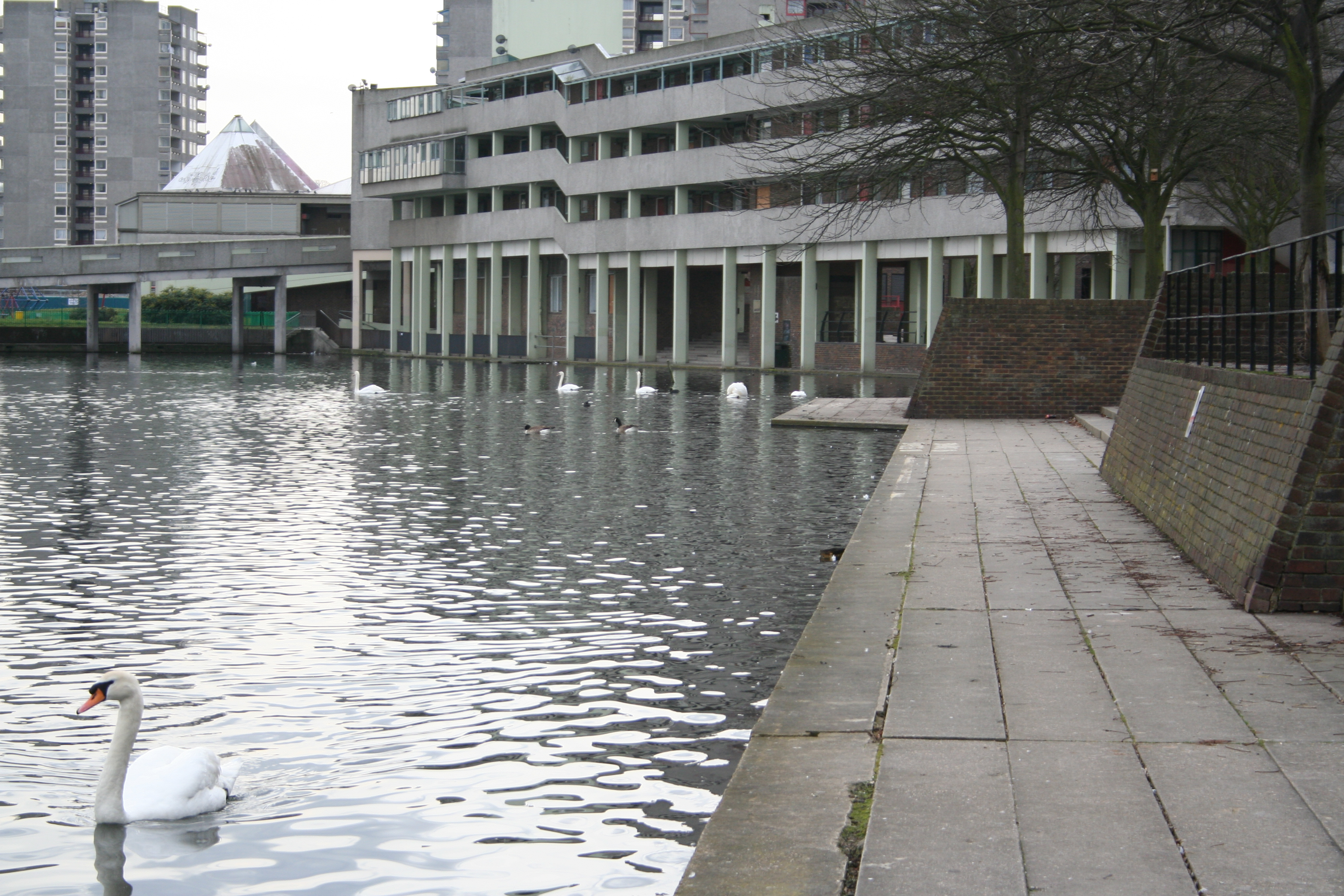
Thamesmead South Housing Estate.

Viele Außenaufnahmen rund um das Gemeindezentrum, in dem die Jugendlichen ihre Sozialstunden ableisten, wurden im Thamesmead South Housing Estate in London gefilmt. Die markante Anlage mit den die Wasserfläche einschließenden Wohnhäusern diente schon Stanley Kubrick als Drehort für Clockwork Orange; es ist die Stelle, an der Alex seine Droogs ins Wasser stößt.

## DVD- und Blu-ray-Veröffentlichung
Deutschland
- Staffel 1 erschien am 24. Februar 2012[16][17]
- Staffel 2 erschien am 26. Oktober 2012.
- Staffel 3 erschien am 31. Mai 2013.
- Staffel 4 erschien am 28. Februar 2014.
- Staffel 5 erschien am 29. August 2014.[18]